# Histoire des brasseries de Reims
 (octobre 2021).
La mise en forme du texte ne suit pas les recommandations de Wikipédia : il faut le « wikifier ».
Les points d'amélioration suivants sont les cas les plus fréquents. Le détail des points à revoir est peut-être précisé sur la page de discussion.
- Les titres sont pré-formatés par le logiciel. Ils ne sont ni en capitales, ni en gras.
- Le texte ne doit pas être écrit en capitales (les noms de famille non plus), ni en gras, ni en italique, ni en « petit »…
- Le gras n'est utilisé que pour surligner le titre de l'article dans l'introduction, une seule fois.
- L'italique est rarement utilisé : mots en langue étrangère, titres d'œuvres, noms de bateaux, etc.
- Les citations ne sont pas en italique mais en corps de texte normal. Elles sont entourées par des guillemets français : « et ».
- Les listes à puces sont à éviter, des paragraphes rédigés étant largement préférés. Les tableaux sont à réserver à la présentation de données structurées (résultats, etc.).
- Les appels de note de bas de page (petits chiffres en exposant, introduits par l'outil «  Source ») sont à placer entre la fin de phrase et le point final[comme ça].
- Les liens internes (vers d'autres articles de Wikipédia) sont à choisir avec parcimonie. Créez des liens vers des articles approfondissant le sujet. Les termes génériques sans rapport avec le sujet sont à éviter, ainsi que les répétitions de liens vers un même terme.
- Les liens externes sont à placer uniquement dans une section « Liens externes », à la fin de l'article. Ces liens sont à choisir avec parcimonie suivant les règles définies. Si un lien sert de source à l'article, son insertion dans le texte est à faire par les notes de bas de page.
- La présentation des références doit suivre les conventions bibliographiques. Il est recommandé d'utiliser les modèles {{Ouvrage}}, {{Chapitre}}, {{Article}}, {{Lien web}} et/ou {{Bibliographie}}. Le mode d'édition visuel peut mettre en forme automatiquement les références.
- Insérer une infobox (cadre d'informations à droite) n'est pas obligatoire pour parachever la mise en page.

Pour une aide détaillée, merci de consulter Aide:Wikification.
Si vous pensez que ces points ont été résolus, vous pouvez retirer ce bandeau et améliorer la mise en forme d'un autre article.
Le présent article reprend l’historique des brasseries de Reims, à la fin du XIXe siècle, de leur création à leur disparition.

## Historique
La fermentation basse température est à l'origine des brasseries champenoises car elles doivent pour cela se doter de machines frigorifiques pour amener la température des caves à faible température. Les bières obtenues par fermentation basse température ont une durée de conservation supérieure à celles obtenues par fermentation haute température ce qui permet donc une production plus industrialisée. L'arrivée du phylloxéra en 1900 et le délai de reconstitution du vignoble de Champagne est propice à la production de bière, boisson de substitution.

## La brasserie de la Grosse Enclume (ou Gouverneur)
Elle était située, à Reims, à l'angle de la rue Armonville no 21 et de la rue des Créneaux (ancienne rue de l'enclume).
Le site était un ancien bien national des Chartreux du Mont-Dieu, racheté par Benoit Fort qui y développe la brasserie Tourelle. Elle devient la brasserie de la Grosse Enclume, nom en lien avec l'ancien nom de la rue, détenue par Alfred Gouverneur.
Il s’associera plus tard avec Frédéric Veith et ils feront construire la brasserie qui prendra le nom de brasserie Veith.
La brasserie de la Grosse Enclume, ou Gouverneur du nom de son propriétaire pour certains Rémois, est aujourd’hui remplacée par le Champagne G.H Martel & C°.

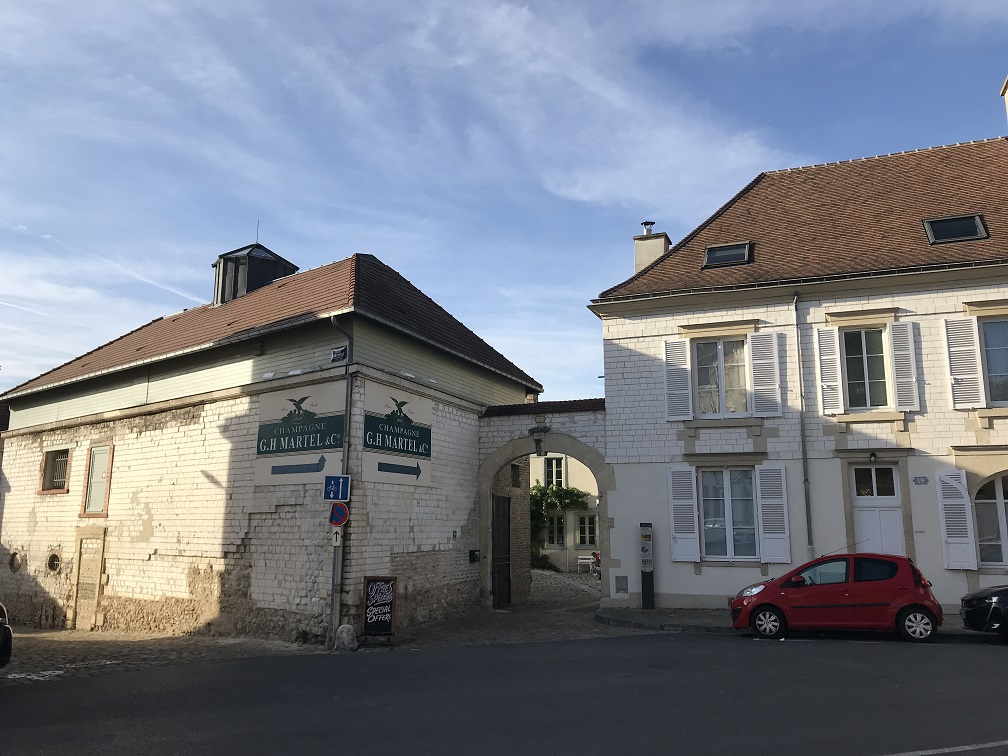
Champagne GH Martel ancienne brasserie Tourelle puis Gouverneur.

On peut voir, sur le bâtiment à gauche sur la photo, la cheminée de la touraille.

## La brasserie Veith
Elle était située 11 et 13 rue Goïot à Reims.
Initialement construite en association avec le propriétaire de la brasserie Gouverneur, elle deviendra la brasserie Veith lorsque Frédéric Veith (1844-1924) devient son unique propriétaire.
Elle disposait d'un réseau important de caves constitué d'anciennes carrières de craie agrandies pour les utiliser pour la production à basse température à 19 mètres de profondeur..
Son fil, André Veith (1894-1977) lui succède mais la brasserie Veith ferme ses portes en 1955 et la majorité des caves ont été remblayées.
La brasserie est, aujourd’hui, remplacée par la résidence Frédéric Veith, par la résidence Thérèse Veith et par la maison de champagne Drappier qui utilise les caves conservées.
Il commercialisait sa bière sous le nom La Rémoise.

## La brasserie de la Marne
Elle était située 27 avenue de Paris à Reims.
Elle est d'abord dirigé par Harth puis par Raton-Mazel.
Maximilien Schirber arrive à Reims en 1879 comme garçon brasseur à la brasserie de la Marne. L'année suivante, Schirber fonde la brasserie de Courlancy.
La brasserie de la Marne ferme ses portes dans les années soixante.
L'activité cesse durant le troisième quart du XXe siècle.
Elle est aujourd’hui remplacée par un ensemble d’immeubles d’habitation.

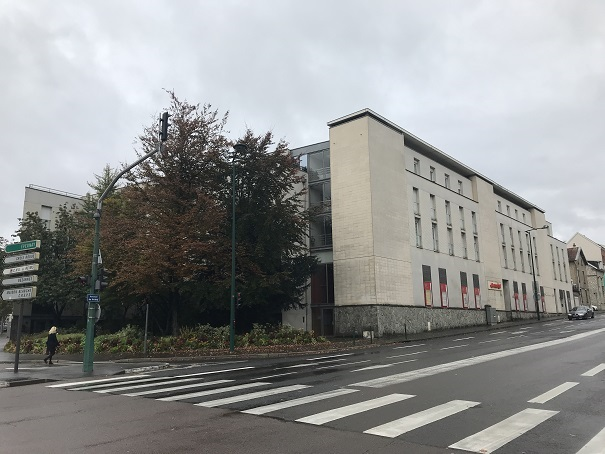
Immeuble collectif à la place de la brasserie de la Marne.

## La brasserie Jeanne d’Arc
Elle était située 7 boulevard de la République (devenu boulevard Foch) à Reims.
Elle était propriété de la famille d'Anglemont de Tassigny.
Louis Pasteur viendra à Reims, accueilli par la famille d'Anglemont de Tassigny, dans le cadre de ses recherches sur la fermentation alcoolique et sur le rôle des levures. Il apportera ainsi les bases de la brasserie moderne.
La brasserie Jeanne d’Arc ferme ses portes en 1904.

## La brasserie de Courlancy / Sicambre
Elle était située 52 à 137 rue de Courlancy à Reims.
La brasserie de Courlancy a été créé par Maximilien Schirber, en 1880.
En 1891, il y installe des machines à glace et en 1894 y construit une malterie.
Elle ferme ses portes en 1950.

## La brasserie duXXesiècle
Elle était située 115 Rue Ernest-Renan (Reims).
La brasserie du XXe siècle est fondée en 1899, et inaugurée en 1901, à l'initiative des débitants rémois qui souhaitaient vendre une bière de bonne qualité. 1700 actionnaires ont ainsi fourni le capital nécessaire à la construction de cette usine.
Endommagée pendant la grande guerre, elle est reconstruite de 1919 à 1920.
Elle est rachetée par La Comète, brasserie à Châlons sur Marne, en 1938.
Elle ferme ses portes en 1972.